# Криниця (притока Сейму)
Крини́ця — річка в Україні, у Борзнянському районі Чернігівської області. Ліва притока Сейму (басейн Дніпра).

## Опис
Довжина річки приблизно 10,5 км.

## Розташування
Бере початок у Головеньках. Спочатку тече на північний захід через село, а потім повертає на північний схід і на сході від Долинського впадає у річку Сейм, ліву притоку Десни. 
Населені пункти вздовж берегової смуги: Клипин, Паристівка, Добропілля.